# プロ野球スピリッツ2013
『プロ野球スピリッツ2013』（ぷろやきゅうスピリッツにせんじゅうさん）は、パワプロプロダクションが開発、コナミデジタルエンタテインメントから2013年3月20日に発売されたPlayStation 3、PlayStation Vita、PlayStation Portable用ゲームソフト。プロ野球スピリッツ2004から数えてシリーズ12作目にあたる。

## 概要
前作『プロ野球スピリッツ2012』に引き続き、今作もPS3、PS Vita、PSPのトリプルプラットフォームでの発売となった。
KONAMIが2013 ワールド・ベースボール・クラシックのグローバルパートナーであることから、侍ジャパンチームが期間限定、無料にて配信された（PS3,PS VITA版のみ、現在は配信終了）。
なお、『6』にあったWBCモードは搭載されおらず、侍ジャパンチームはペナントモードでは使うことが出来ない。

### パッケージ
プロ野球スピリッツシリーズのパッケージ表紙は、前年に活躍した選手の写真が1チームにつき1人載ることが通例となっている。プロ野球スピリッツ2013においてパッケージの表紙を飾った選手は以下の12名。
- 読売ジャイアンツ・阿部慎之助
- 中日ドラゴンズ・大島洋平
- 東京ヤクルトスワローズ・宮本慎也
- 広島東洋カープ・前田健太
- 阪神タイガース・鳥谷敬
- 横浜DeNAベイスターズ・三浦大輔
- 北海道日本ハムファイターズ・吉川光夫
- 埼玉西武ライオンズ・牧田和久
- 福岡ソフトバンクホークス・攝津正
- 東北楽天ゴールデンイーグルス・田中将大
- 千葉ロッテマリーンズ・角中勝也
- オリックス・バファローズ・T-岡田

## モード
今作も、ハードによって収録されているモードとされていないモードがそれぞれ分かれている（コミュニティがPS Vita版のみなど）。

### マネジメント（PS3/PS Vita）
今作から新たに追加されたモード。新生球団で、GMとして経営手腕を発揮しチームを勝利に導き、人気球団にしていく。
トレードやドラフト、FAでの選手補強を始め、球団秘書、コーチなどの人材の確保、運営に必要な球団資金を増加させることも必要である。
最長5年までプレイ可能。

### ペナントレース（PS3/PS Vita/PSP）
選手の成長システムが一新され、前作よりも滑らかに選手が成長するようになった。
さらにFA宣言時の球団の動きやトレードの積極性、チームのオーダーを自動で変更するかなど、細かく設定することが可能になった。選手のコンバートも可能。

### プロ野球リンク(PS3/PS Vita)
オンラインにつなぎ、実際のプロ野球の試合結果を予想する「プロ野球試合予想」と、毎日出題される「プロ野球クイズ」に正解してポイント(LP)を集めると、ペナントレースモード等の各モードで有利に進められるようになる「リンクアイテム」と交換できる。(2013年シーズンにおける試合予想・クイズは現在は全て終了した。)

### スタープレイヤー（PS3/PS Vita/PSP）
実在選手になりきったり架空選手になったりしてプロ野球人生を楽しむモード。
今作から新たに追加されたミッションをクリアしていくとより選手が成長しやすくなる。
最長20年までプレイ可能。
さらに日程をスキップする機能や年間の成績を振り返れたり複数のセーブデータ作成が可能になったりと遊びやすさが広がっている。
イベントなどはないのでただ試合をこなすだけの実力主義となっている。

### プロスピ入門/トレーニング（PS3/PS Vita/PSP）
いわばチュートリアルモードである。ここで操作の基本方法を学ぶ。

### 対戦（PS3/PS Vita/PSP）
好きな球団でオープン戦1試合を戦うモード。

### スピリッツ（PS3/PS Vita/PSP）
オリジナル選手を育成するモード。カードチャレンジ・チームチャレンジ・対戦チャレンジの3種類から選択できる。

### オンライン（PS3/PS Vita）
全国のプレーヤーとアクションプレイ、監督プレイで対戦できる。ただしアクションプレイはPS3のみ。

### アドホック（PS Vita/PSP）
近くの機器と通信対戦ができるモード。アクションプレイ・監督プレイで対戦できる。

### グランプリ（PS3/PS Vita/PSP）
選手カードを集め、監督として球団を勝利に導いていくモード。

### ホームラン競争（PS3/PS Vita/PSP）
ホームランを何本打てるか競うモード。VPチャレンジならば、最高20球まで挑戦できる。

### ユーティリティ（PS3/PS Vita/PSP）
各種設定が行える。

### VPショップ（PS3/PS Vita/PSP）
貯まったVP※を使って、特殊ユニフォームや、選手の覚醒能力を開放することができる。
さまざまな拡張アイテムを購入すれば、遊びの幅がさらに広がるぞ！
※ VP：ゲーム内の「VPショップ」で使うことができる通貨

## 前作からの変更・追加点
追加点
- GMとして球団を経営する新モード「マネジメントモード」が追加された（PS3,PS Vitaのみ）。
- オンラインでプロ野球試合予想・プロ野球クイズが出題される「プロ野球リンクモード」の追加。クイズに正解すると、LPがもらえ、たまったLPは他のモードで有利に進められるアイテムと交換できる（PS3,PS Vitaのみ）。
- 投手起用に際して、ブルペンの動きを実現する「ブルペンシステム」が搭載された。
- 試合後のハイライトに見出しが表示されるようになった。
- 守備時にライブカメラという打った瞬間に打球方向が確認しやすい位置に少しだけカメラ位置を移動させて、内野にボールが返ってきたら自然に初期位置に戻る今までより臨場感の増すカメラ視点が導入された（PS3のみ）。
- 審判による判定の差異。前作まではきわどいコースに投球してもストライクゾーンに入っていれば必ずストライクになったが、今作からはきわどいコースに投球すると実際はストライクでもボールと判定されることもある(逆にボール球もストライクと判定することがある)。
- 前作では発売時期の関係で収録できなかった横浜DeNAベイスターズのマスコットDB.スターマンを収録。

変更点
- 実況は前作まで担当していた山口富士夫から三橋泰介に交代し、解説も黒木知宏[2]・伊東勤[3]・田尾安志・達川光男の4人体制から仁志敏久・小宮山悟の2人体制になっている（ただし、ホームラン競争の実況は前作と同じである）。

## 声の出演
- 実況：三橋泰介（フリーアナウンサー）
- 投手解説：小宮山悟
- 野手解説：仁志敏久

解説の2人は共に「6」まで現役選手として収録されていた。選手収録経験がある選手が解説として起用されたのは「6」から「2012」まで起用された黒木知宏以来2・3人目。初めて解説者全員が選手収録経験のある選手となった。またコナミのリアル系野球ゲームとしてはタイトル変更前の『THE BASEBALL 2003 バトルボールパーク宣言 パーフェクトプレープロ野球』以来10年ぶり、プロ野球スピリッツ史上初めて2人だけの解説となった（解説者を選ぶ事が出来ない）。

## 収録選手とアップデート
2013年2月1日現在でのNPB所属12球団の支配下登録全選手（育成枠で契約している選手を除く）が収録されている。そのため、それ以降に起きた以下の選手の移籍・入団・退団は初期データでは反映されていないが、前作では有料だった追加選手について、今作ではアップデート時に無料で反映される。
第1回アップデートは4月25日に行われた（追加選手も反映された）。また、6月13日に2回目の（追加選手の反映なし）、9月12日に3回目のアップデートが実施された（追加選手の反映あり）。
トレードで移籍した選手
第1回アップデートで反映された選手
- 岩﨑達郎（中日ドラゴンズ→東北楽天ゴールデンイーグルス）※金銭トレード
- 川本良平（東京ヤクルトスワローズ）⇔田中雅彦（千葉ロッテマリーンズ）

第3回アップデートで反映された選手
- 小野淳平（読売ジャイアンツ）⇔青木高広（広島東洋カープ）
- 川崎雄介（阪神タイガース）⇔高山久（埼玉西武ライオンズ）
- 渡辺直人（横浜DeNAベイスターズ）⇔長田秀一郎（埼玉西武ライオンズ）
- 甲藤啓介（福岡ソフトバンクホークス）⇔吉野誠（オリックス・バファローズ）

育成選手からの支配下選手登録（復帰選手も含む）
第1回アップデートで反映された選手
- 鄭凱文（横浜DeNAベイスターズ）

第3回アップデートで反映された選手
- 有馬翔（福岡ソフトバンクホークス）
- 赤田龍一郎（中日ドラゴンズ）
- 徳山武陽（東京ヤクルトスワローズ）
- 宮川将（東北楽天ゴールデンイーグルス）
- 伊原正樹（オリックス・バファローズ）
- 西森将司（横浜DeNAベイスターズ）
- 井藤真吾（中日ドラゴンズ）
- 林啓介（阪神タイガース）
- 狩野恵輔（阪神タイガース）
- 藤澤亨明（埼玉西武ライオンズ）
- 星野真澄（読売ジャイアンツ）
- 冨田康祐（横浜DeNAベイスターズ）
- 西川拓喜（オリックス・バファローズ）
- エディソン・バリオス（福岡ソフトバンクホークス）
- 黒沢翔太（千葉ロッテマリーンズ）

新入団選手（移籍・復帰選手も含む）
第1回アップデートで反映された選手
- ナイジャー・モーガン（横浜DeNAベイスターズ）
- ミチェル・アブレイユ（北海道日本ハムファイターズ）
- マイク・シュルツ（オリックス・バファローズ）[5]
- 相内誠（埼玉西武ライオンズ）[6]

第3回アップデートで反映された選手
- クリス・ラルー（東京ヤクルトスワローズ）
- ブレイン・ボイヤー（阪神タイガース）
- ティム・コーコラン（横浜DeNAベイスターズ）
- キラ・カアイフエ（広島東洋カープ）
- ワーナー・マドリガル（中日ドラゴンズ）
- ケニー・レイ（東北楽天ゴールデンイーグルス）
- クリス・カーター（埼玉西武ライオンズ）
- クレイグ・ブラゼル（千葉ロッテマリーンズ）
- ジャスティン・トーマス（北海道日本ハムファイターズ）
- ブラッド・ミルズ（オリックス・バファローズ）
- ホセ・フェルナンデス（オリックス・バファローズ）
- ポール・オセゲラ（福岡ソフトバンクホークス）

シーズン途中で引退・退団した選手
第3回アップデートまでに反映された退団選手（退団選手については、アップデート適用時にフリー枠に移動している）
- ビクトル・ディアス（中日ドラゴンズ）
- 王溢正（横浜DeNAベイスターズ）
- ホセ・オーティズ（埼玉西武ライオンズ）
- ダスティン・モルケン（北海道日本ハムファイターズ）
- スティーブ・ハモンド（オリックス・バファローズ）

反映されていない選手
- ニック・スタビノア（広島東洋カープ）
- ブライアン・シコースキー（埼玉西武ライオンズ）
- ブラッドリー・バーゲセン（中日ドラゴンズ）

その他
第1回アップデートで「外野手・大谷翔平」が追加登録された。

## 現実のプロ野球との相違点
現実のプロ野球と以下の点が違うので、注意が必要である。
選手の背番号に関する事項
これらすべて、第1回アップデートで反映されている。
- オリックス・バファローズ・李大浩は春季キャンプ中に背番号を「25」から「10」に変更したが、初期データでは「25」のままとなっている。
- 埼玉西武ライオンズ・ライアン・スピリーの背番号は「19」だが、初期データでは「10」となっている。

選手の装飾品に関する事項
ゲーム上の仕様で反映されていない。
- 阪神タイガース・ブルックス・コンラッドは、バッティンググローブを付けていないが、本作ではバッティンググローブを付けていることになっている。
- 阪神タイガース・日高剛と福岡ソフトバンクホークス・山下斐紹のキャッチャーマスクが標準のマスクになっている（現実のプロ野球では、読売ジャイアンツ・阿部慎之助が使用しているようなフルフェイスヘルメットタイプのキャッチャーマスクを着用している）。
- 阪神タイガース・西岡剛や北海道日本ハムファイターズ・杉谷拳士ら一部のスイッチヒッターは両耳付きのヘルメットを着用しているが、本作では再現されていない。
- 阪神タイガース・新井貴浩や東京ヤクルトスワローズ・相川亮二やオリックス・バファローズ・安達了一、深江真登ら一部の選手は、現実のプロ野球ではユニフォームのズボンの裾が上がっているが、本作ではユニフォームのズボンの裾が上がっていない。逆に、東北楽天ゴールデンイーグルス・島内宏明、銀次や読売ジャイアンツ・村田修一ら一部の選手はユニフォームのズボンの裾が長いズボンを着用しているが、本作ではユニフォームのズボンの裾が上がっている。

球団のユニフォームに関する事項
今作は、DLCでの追加ユニフォームの配信はない。
- VPショップでは2012年シーズンに使用された復刻ユニフォームを含めた限定ユニフォームの購入が可能であるが、オリックス・バファローズが2012年に使用した阪急ブレーブスと近鉄バファローズの復刻ユニフォームは収録されていない。(2012年シーズンに使用された近鉄バファローズ復刻ユニフォームは、実況パワフルプロ野球2014に収録されている。)
- 読売ジャイアンツは2013年シーズンのユニフォーム右袖にセリーグのチャンピオン・エンブレムを授与しているが、本作では再現されていない。

球場に関する事項
- 福岡ドームは今年から呼称を「福岡ヤフオク!ドーム」に変更したが、今作では「福岡Yahoo! JAPANドーム」のままである。
- クリネックススタジアム宮城は昨年オフの改修工事でラッキーゾーン（両翼に観客席を増設の上で、従来のフェンスの手前に「Eウィング」と呼ばれる外野フェンス）が増設されたが、初期データでは反映されていない。
- 横浜スタジアムは昨年オフにスコアボードの改修と「エキサイティング・シート」を新設させたが、本作では両方反映されていない。

その他
- 今作ではDH制なしの場合、スターティングオーダーの投手の打順が9番から変更できない仕様となっている。
- 偵察メンバーをスターティングオーダーに入れることができない。
- 投手を代打・代走に送ることができない。また、野手を投手にすることができない。
- 得点が99点までしかカウントされない。(ただし、実際のプロ野球で99点を超えることはほぼ考えられないので、それほど差支えは無い)
- 北海道日本ハムファイターズ・大谷翔平は、実際は投手と野手の「二刀流」として起用されているが、初期データでは「投手」の能力のみ設定されていて、野手の守備適性がなく、投手以外の守備位置では使えない状態だった。また打者(野手)として一軍登録及び代打での起用もできなかった。しかし2013年4月25日配信のアップデートで「外野手・大谷」が追加され、「投手・大谷」とあわせて登録が可能になった。
  - ただ、「外野手・大谷」と「投手・大谷」が同一人物であるにもかかわらず、実際に二刀流を実現するためには1軍の枠を2つ使わなければならないことと、「外野手・大谷」と「投手・大谷」の両方を同時に出場させることが出来てしまうという欠点がある（これをふまえ、オンラインなど一部のモードでは4月25日のアップデートより「投手・大谷」が使えない）。後者についてこれはシリーズ初期からの問題で、プロ野球スピリッツには実況パワフルプロ野球とは違い『投手兼野手』の二刀流としての登録ができないからと考えられ、システムのアップデートでは修正不可能と考えられる。
- 一部のチームで走塁コーチが、実際のプロ野球と配置が異なっている（例：阪神タイガースの走塁コーチが、現実のプロ野球では、一塁側が久慈照嘉コーチ、三塁側が吉竹春樹コーチなのに対し、ゲーム上では一塁が山脇光治コーチ、三塁が久慈コーチになっているなど。また、広島東洋カープも同様である。）。